# NGC 5506
NGC 5506 је спирална галаксија у сазвежђу Девица која се налази на NGC листи објеката дубоког неба.
Деклинација објекта је - 3° 12' 25" а ректасцензија 14h 13m 14,8s. Привидна величина (магнитуда) објекта NGC 5506 износи 11,9 а фотографска магнитуда 12,8. Налази се на удаљености од 28,7000 милиона парсека од Сунца. NGC 5506 је још познат и под ознакама MCG 0-36-28, UGCA 387, MK 1376, IRAS 14106-0258, CGCG 18-81, KCPG 419A, PGC 50782.